# Mellanklobben, Kristinestad
Mellanklobben är öar i Finland. De ligger i Bottenhavet och i kommunen Kristinestad i landskapet Österbotten, i den västra delen av landet. Öarna ligger omkring 97 kilometer söder om Vasa och omkring 300 kilometer nordväst om Helsingfors.
Arean för den av öarna koordinaterna pekar på är 2 hektar och dess största längd är 240 meter i sydväst-nordöstlig riktning. I omgivningarna runt Mellanklobben växer i huvudsak blandskog. Runt Mellanklobben är det glesbefolkat, med 11 invånare per kvadratkilometer. Närmaste större samhälle är Kristinestad, 4,7 km norr om Mellanklobben.